# Lucina (mitologia)
Lucina (latino: Lucina) è una dea della mitologia romana di origine etrusca.

## Storia
Nella mitologia romana, Lucina era la dea del parto e salvaguardava le donne nel partorire. Lucina si trova anche come epiteto della dea Giunone: Giunone Lucina ("colei che porta i bambini alla luce").
Il nome è stato generalmente tradotto con il significato di "colei che porta i bambini verso la luce" (in latino: lux che significa "luce"), ma potrebbe anche derivare dalla parola latina lucus (che significa "bosco sacro"), per un bosco sacro di alberi di loto che si trovava sul colle Esquilino, associato alla dea. Recenti studi etimologici hanno ironicamente proposto la derivazione della parola lucus da lux secondo l'etimologia degli opposti: Varrone definì nella sua De lingua latina la cosiddetta etimologia degli opposti secondo cui lux  avrebbe portato a lucus, cioè radure all'interno dei boschi nei quali venivano compiuti i sacrifici.

## La leggenda
Lucina è descritta da Publio Ovidio Nasone nelle Metamorfosi, come la levatrice che fece nascere Adone da Mirra figlia del re Cìnira.

## Corrispondenza nella mitologia greca
Nella mitologia greca, Lucina corrisponderebbe a Ilizia  di Amniso (dal greco Eiléithyia), probabilmente una divinità pre-olimpica. Inizialmente le Ilizie (nel plurale utilizzato da Omero) erano coloro che provocavano i dolori del parto. Solo successivamente, a Creta, l'Ilizia fu venerata come dea della fertilità, prima di affermarsi a Delo. Col passare del tempo il culto si diffuse in molte città greche, in Etruria e in Egitto, e la sua funzione diventò quella di aiutare le partorienti.

## Corrispondenza nella mitologia etrusca
Nella mitologia etrusca, Lucina corrisponde a Thalna , la dea del parto e moglie di Tinia, raffigurata nell'arte etrusca come una giovane donna. Thalna si trova spesso raffigurata negli specchi etruschi, sui quali erano comunemente incise delle scene mitologiche.
L'asteroide 146 Lucina prende il nome dalla dea.